# その名はフジヤマ (ラテン)
「その名はフジヤマ」は、トリオ・ロス・パンチョスのチューチョ・ナバロ（Chucho Navarro）作曲の曲『Se llama Fujiyama』。

## 概要
1961年の発表。トリオ・ロス・パンチョス日本公演のときのオリジナル曲として作られた。
歌詞は、スペイン語と日本語の部分で、みナみかズみ によって作られた。
YouTubeでも、お目にかかることができる。

## カヴァー
- アントニオ古賀
- トレオ・ロス・ケノス